# 凱厄基 (喬治亞州)
凱厄基（英語：Kiokee）是位於美國喬治亞州哥倫比亞縣的一個非建制地區。該地的面積和人口皆未知。

## 地理
凱厄基的座標為33°35′40″N 82°13′14″W / 33.59444°N 82.22056°W，而該地的平均海拔高度為94米（即308英尺）。